# Ужакино
Ужакино (рос. Ужакино) — присілок в Пустошкинському районі Псковської області Російської Федерації.
Населення становить 4 особи. Входить до складу муніципального утворення Забєльська волость.

## Історія
Від 2015 року входить до складу муніципального утворення Забєльська волость.

## Населення
| 2002 | 2010 |
| ---- | ---- |
| 12   | ↘4   |